# Операција Трајна слобода
Операција Трајна слобода (ОЕФ) био је званични назив који је америчка влада користила за Глобални рат против тероризма. Дана 7. октобра 2001, као одговор на нападе 11. септембра, председник Џорџ В. Буш је објавио да су ваздушни напади на Ал-Каиду и талибане почели у Авганистану. Операција Трајна слобода првенствено се односи на рат у Авганистану, али је такође била повезана са операцијама против тероризма у другим земљама, као што су ОЕФ-Филипини и ОЕФ-Рог Африке.
После 13 година, 28. децембра 2014. године, председник САД Барак Обама најавио је крај операције Трајна слобода у Авганистану.. Накнадне операције војних снага Сједињених Држава у Авганистану, неборбене и борбене, догодиле су се под називом Операција Слободина стража